# Neurotrichus gibbsii
Espèce
Statut de conservation UICN

 LC  : Préoccupation mineure
La Taupe naine ou Taupe de Gibbs (Neurotrichus gibbsii) est une espèce de mammifères de la famille des Talpidés (Talpidae). Cette taupe miniature se rencontre sur la côte ouest de l'Amérique du Nord où l'on distingue plusieurs sous-espèces. C'est la seule espèce encore vivante du genre Neurotrichus qui ne compte par ailleurs que des fossiles.

## Dénominations
- Nom scientifique valide : Neurotrichus gibbsii  (Baird, 1858)[1]
- Noms vulgaires (vulgarisation scientifique) ou noms vernaculaires (langage courant) : Taupe naine[2],[3], Taupe de Gibbs[3],[4] ou Taupe naine de Gibbs[3].

## Description
Neurotrichus gibbsii est une minuscule taupe à l'allure de musaraigne, ce qui lui vaut le nom de Shrew-mole (soit taupe musaraigne) en Amérique.
Cette espèce ne présente pas de dimorphisme sexuel. Le mâle et la femelle mesurent tous deux entre 9,2 et 13,2 cm, en moyenne 11,4 cm, pour un poids compris entre 9 et 11 g.
Elle est réputée avoir un système X0 de détermination du sexe, donc des spermatozoïdes qui contiennent soit un chromosome X soit aucun.

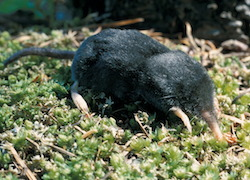
Vue latérale
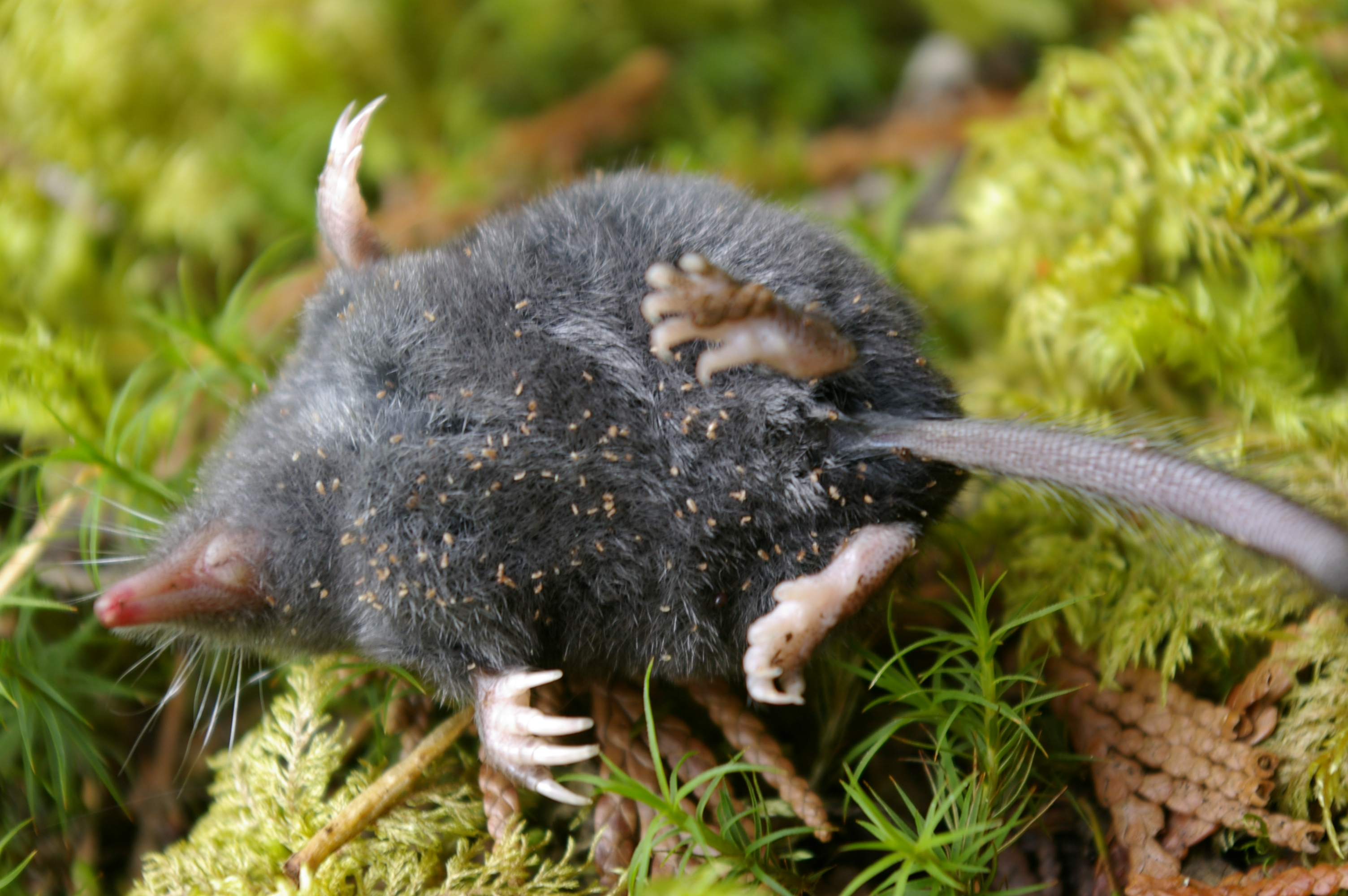
Face ventrale

### Comportement et reproduction
C'est un animal terrestre actif toute l'année. Elle se déplace plutôt en groupe, contrairement à la plupart des insectivores. Aveugle, elle se repère à l'odorat, à l'aide son museau effilé.
La période de reproduction se situe au printemps, de mars à mi-mai, une partie seulement des femelles mettent bas par la suite, dans un nid, une portée qu'elle allaite, allant de 1 à 4 petits.

### Alimentation
C'est un animal vorace qui engloutit quotidiennement plus que son poids en nourriture. C'est principalement un insectivore, à tendance omnivore puisqu'elle mange occasionnellement des graines, des champignons ou des lichens en plus de sa ration habituelle d'invertébrés (vers, gastéropodes, insectes...).

## Répartition

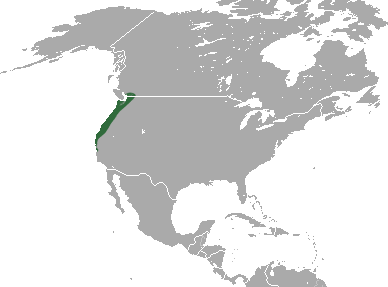
Carte de répartition de Neurotrichus gibbsii en Amérique du Nord

Cette taupe est originaire de l'ouest du Canada (Colombie-Britannique) et des États-Unis (Californie, Oregon, État de Washington). Elle y est suffisamment répandue pour que ses populations ne soient pas menacées de déclin. C'est une espèce moins fouisseuses que les autres taupes et qui se plait dans les zones humides sans herbages.

## Classification
Cette espèce a été décrite pour la première fois en 1857 par le zoologiste américain Spencer Fullerton Baird (1823-1887) sous le nom de Urotrichus gibbsii. C'est l'espèce type du genre Neurotrichus.

### Liste des sous-espèces
Selon Mammal Species of the World (version 3, 2005)  (11 mai 2015) et Catalogue of Life (11 mai 2015) :
- sous-espèce Neurotrichus gibbsii gibbsii (Baird, 1858)
- sous-espèce Neurotrichus gibbsii hyacinthinus Bangs, 1897
- sous-espèce Neurotrichus gibbsii minor Dalquest & Burgner, 1941